# Jacques Feyder
Jacques Feyder [IPA: ʒak fede], właściwie Jacques Léon Louis Frédérix (ur. 21 lipca 1885 w Ixelles, zm. 24 maja 1948 w Rive-de-Prangins) – belgijski reżyser filmowy.

## Życiorys
Karierę w filmie rozpoczynał podczas I wojny światowej jako reżyser krótkometrażowych filmów zleconych przez wytwórnię Gaumont. Uznanie krytyków i publiczności zdobył w latach 20. XX wieku jako autor adaptacji dzieł literackich: Atlantydy (L’Atlantide, 1921) na podstawie powieści Pierre’a Benoit oraz Crainquebille (1922) według opowieści Anatole’a France’a. Do innych jego znanych filmów z okresu kina niemego należą Twarze dzieci (Visages d’enfants, 1925). Okresowo przebywał również w Stanach Zjednoczonych, gdzie nakręcił ostatni film niemy z Gretą Garbo w roli głównej, Pocałunek (The Kiss, 1929).
W 1933 roku Feyder powrócił do Francji, gdzie zrealizował kilka filmów istotnych dla francuskiego kina klasycznego. We współpracy ze scenarzystą Charles’em Spaakiem oraz aktorką Françoise Rosay nakręcił dwa filmy utożsamiane z czarnym realizmem poetyckim: Kobiety jego życia (Le Grand jeu, 1934) o legioniście zakochanym w sobowtórce jego dawnej kochanki (podwójna rola Marie Bell), a także Pensjonat Mimoza (Pension Mimosas, 1935) o interesie prowadzonym przez dwóch przyjaciół, któremu zagraża miłość do tej samej kobiety.
Najważniejszym osiągnięciem Feydera jest osadzony w XVII wieku film historyczny Zwyciężyły kobiety (La Kermesse héroïque, 1935), opowieść o flandryjskich kobietach z miasteczka Boom, które wbrew woli tchórzliwych mężów ugaszczają najeźdźców z Hiszpanii i dzięki swojemu pokojowemu nastawieniu chronią miejscowość przed grabieżą. Zwyciężyły kobiety, uhonorowany między innymi nagrodą za reżyserię na Festiwalu Filmowym w Wenecji oraz nagrodą National Board of Review dla najlepszego filmu zagranicznego, w obliczu wydarzeń II wojny światowej nabrał jednak nowego znaczenia. Reżyserowi zarzucano promowanie kolaboracji z agresorem uosabianym przez III Rzeszę, do którego to tropu prowadził zrealizowany na terenie hitlerowskiego państwa remake filmu (Die klugen Frauen, 1936). Po inwazji Niemiec na Francję w 1940 roku reżyser wyjechał do Szwajcarii, gdzie spędził tam resztę życia.